# Callithrinca evocatella
Callithrinca evocatella is een vlinder uit de familie van de stippelmotten (Yponomeutidae). De wetenschappelijke naam van de soort werd in 1863 gepubliceerd door Francis Walker.